# 天主教民主党
天主教民主党（義大利語：Democrazia Cristiana），简称天民党（DC），前意大利執政党。1919年6月14日成立，原名意大利人民党，是一个基督教天主教會的基督教民主主義政党。人民党在1926年被贝尼托·墨索里尼法西斯政权取缔。1943年7月由若干天主教团体联合重建，并改为基督徒民主党。重建政党后，隨即参加反法西斯斗争。
二战結束后至成为意大利國會第一大党兼主要执政党，1944年至1994年，基民党執政近五十年。总理职位除了1981年－1987年(義大利社會黨的貝蒂諾·克拉克西)外，一直是由基民党領袖出任。党内分有中间派、右派和左派。在意大利執政近半個世紀，期間意大利共產黨一直是國會最大在野黨，維持穩定兩黨政治狀態至1992年。

## 历史

天主教民主党宣传海报，描述天主教民主党致力于反共主义（左侧）、传统主义（中间）和家庭价值观（右侧）。自由女神中盾牌（代表天主教民主党）保护人们免受共产主义锤子镰刀的伤害。

天主教民主党的前身是意大利人民党，1919年由罗马天主教的神父路易吉·斯图尔佐等人创立。在1919年和1921年的选举中，人民党赢得超过20%的选票，曾参加墨索里尼的第一届政府，1925年被法西斯独裁政权宣布为非法，1926年被取缔。
1943年，墨索里尼下台后，12月15日原人民党人组建天主教民主党，和其他左翼政党，包括意大利共产党、意大利社会党、意大利自由党、意大利共和党、行动党和劳动民主党组成反法西斯联盟。
1945年第二次世界大战結束后，12月天民党人阿尔契德·加斯贝利被任命为最後一任意大利王国首相。1946年，意大利举行战后亦是實行共和制後的首届大选，天民黨赢得了35.2%的选票（207席）。1947年5月在美国的支持下，天民党政府将共产党、社会党排挤出政府，单独执政。1948年的大选，该党赢得了48.5%的选票，加斯贝利继续领导聯合政府至1953年，其中包括意大利工人社会党、自由党和共和党人。1953年加斯贝利辭職后，曾經發生內閣未能取得信任動議的情況。1956年因為匈牙利事件，蘇聯出兵鎮壓後，社會黨與共產黨關係決裂，1960年代後，天民黨接納中間偏左的共和黨及社會黨加入聯合政府。
1963年，偏左的阿尔多·莫罗上台，之后容許意大利社会党加入聯合政府。政策上開始左傾，實行較左傾的經濟政策，社會政策方面也轉向開放，包括容許墮胎合法等。
天民党自称是“民主的、自由的、多元化的党”，强调建设“充分而完全的民主”，宣称维护私人所有制及其积极性是该党的基本原则。对内实行同社会党既联合又竞争（社会党在1963年後加入聯合政府）、同第二大党和最大反對党意大利共产党進行政治对话，承認其在國內的政治地位，但絕不容許其加入政府的政治路线。对外与梵蒂冈聖座和天主教會关系密切，主张欧洲联合，抗衡苏联，与美国領導的北約保持密切伙伴关系，容許第六艦隊進駐意大利。
1973年—1980年，天民党和意大利共产党达成“历史性妥协”。
1981年—1987年，天民党失去政府总理职位，但仍为议会第一大党，并在内阁中占有多数职位，为五党联合政府中的主要执政党，直至1993年因大量成員的貪腐醜聞下台為止。
1992年，因受連串貪污腐败的醜聞及指控，导致混乱，天民党近一半議員牽涉，最終解體，1994年1月復名为意大利人民党，並在該年3月的大選中慘敗。不少原天主教民主黨成員其後過渡至現今意大利兩大主流政黨聯盟中左翼聯盟和中右翼聯盟。

## 领导人

### 书记
1. 阿尔契德·加斯贝利（1944－1946）
2. 阿蒂利奥·皮西昂尼（1946－1949）
3. 朱塞佩·卡皮（1949）
4. 保洛·埃米利奥·塔维亚尼（1949－1950）
5. 圭多·贡内拉（1950－1953）
6. 阿尔契德·加斯贝利（1953－1954）
7. 阿明托雷·范范尼（1954－1959）
8. 阿尔多·莫罗（1959－1964）
9. 马里亚诺·鲁莫尔（1964－1969）
10. 弗拉明尼奥·皮科利（1969）
11. 阿纳尔多·福拉尼（1969－1973）
12. 阿明托雷·范范尼（1973－1975）
13. 贝尼诺·扎卡尼尼（1975－1980）
14. 弗拉明尼奥·皮科利（1980－1982）
15. 奇里亚科·德米塔（1982－1989）
16. 阿纳尔多·福拉尼（1989－1992）
17. 米诺·马丁纳佐利（1992－1994）

### 主席
1. 马里奥·谢尔巴（1965－1969）
2. 贝尼诺·扎卡尼尼（1969－1975）
3. 阿尔多·莫罗（1975－1978）
4. 弗拉明尼奥·皮科利（1978－1980）
5. 阿纳尔多·福拉尼（1980－1989）
6. 奇里亚科·德米塔（1989－1992）
7. 罗萨·鲁索·耶尔沃利诺（1992－1994）

### 议会党团领袖
1. 乔瓦尼·格隆基（1946－1948）
2. 朱塞佩·卡皮（1948－1949）
3. 朱塞佩·斯帕塔罗（1949）
4. 朱塞佩·卡皮（1950）
5. 朱塞佩·贝蒂奥尔（1950－1953）
6. 阿尔多·莫罗（1953－1956）
7. 阿蒂利奥·皮西昂尼（1956－1958）
8. 路易吉·古伊（1958－1962）
9. 贝尼诺·扎卡尼尼（1962－1968）
10. 菲奥伦蒂诺·苏洛（1968）
11. 朱利奥·安德烈奥蒂（1968－1972）
12. 弗拉明尼奥·皮科利（1972－1978）
13. 乔瓦尼·加洛尼（1978－1979）
14. 格拉尔多·比安科（1979－1983）
15. 维吉尼奥·罗诺尼（1983－1986）
16. 米诺·马丁纳佐利（1986－1989）
17. 文森佐·斯科蒂（1989－1990）
18. 安东尼奥·加瓦（1990－1992）
19. 格拉尔多·比安科（1992－1994）

## 歷次選舉結果

### 義大利議會
| 众议院 |            |               |           |          |                   |
| 選舉   | 得票       | 得票比例（%） | 議席      | 席次增減 | 領袖              |
| 1946   | 8,101,004  | 35.2          | 207 / 556 | –        | 阿爾契德·加斯貝利 |
| 1948   | 12,740,042 | 48.5          | 305 / 574 | ▲ 98     | 阿爾契德·加斯貝利 |
| 1953   | 10,862,073 | 40.1          | 263 / 590 | ▼ 42     | 阿爾契德·加斯貝利 |
| 1958   | 12,520,207 | 42.4          | 273 / 596 | ▲ 10     | 阿明托雷·范范尼   |
| 1963   | 11,773,182 | 38.3          | 260 / 630 | ▼ 13     | 阿尔多·莫罗       |
| 1968   | 12,441,553 | 39.1          | 266 / 630 | ▲ 6      | 馬里亞諾·魯莫爾   |
| 1972   | 12,919,270 | 38.7          | 266 / 630 | –        | 阿纳尔多·福拉尼   |
| 1976   | 14,218,298 | 38.7          | 263 / 630 | ▼ 3      | 贝尼諾·扎卡尼尼   |
| 1979   | 14,046,290 | 38.3          | 262 / 630 | ▼ 1      | 贝尼諾·扎卡尼尼   |
| 1983   | 12,153,081 | 32.9          | 225 / 630 | ▼ 37     | 奇里亞科·德米塔   |
| 1987   | 13,241,188 | 34.3          | 234 / 630 | ▲ 9      | 奇里亞科·德米塔   |
| 1992   | 11,637,569 | 29.7          | 206 / 630 | ▼ 28     | 阿纳尔多·福拉尼   |

| 共和国参议院 |            |               |           |          |                   |
| 選舉         | 得票       | 得票比例（%） | 議席      | 席次增減 | 領袖              |
| 1948         | 10,899,640 | 48.1          | 131 / 237 | –        | 阿爾契德·加斯貝利 |
| 1953         | 10,862,073 | 40.7          | 116 / 237 | ▼ 15     | 阿爾契德·加斯貝利 |
| 1958         | 12,520,207 | 41.2          | 123 / 246 | ▲ 7      | 阿明托雷·范范尼   |
| 1963         | 10,032,458 | 36.6          | 132 / 315 | ▲ 9      | 阿尔多·莫罗       |
| 1968         | 10,965,790 | 38.3          | 135 / 315 | ▲ 3      | 馬里亞諾·魯莫爾   |
| 1972         | 11,466,701 | 38.1          | 135 / 315 | –        | 阿纳尔多·福拉尼   |
| 1976         | 12,226,768 | 38.9          | 135 / 315 | –        | 贝尼諾·扎卡尼尼   |
| 1979         | 12,018,077 | 38.3          | 138 / 315 | ▲ 3      | 贝尼諾·扎卡尼尼   |
| 1983         | 10,081,819 | 32.4          | 120 / 315 | ▼ 18     | 奇里亞科·德米塔   |
| 1987         | 10,897,036 | 33.6          | 125 / 315 | ▲ 5      | 奇里亞科·德米塔   |
| 1992         | 9,088,494  | 27.3          | 107 / 315 | ▼ 18     | 阿纳尔多·福拉尼   |

### 歐洲議會
| 欧洲议会 |            |               |         |          |                 |
| 選舉     | 得票       | 得票比例（%） | 議席    | 席次增減 | 領袖            |
| 1979     | 12,774,320 | 36.5          | 29 / 81 | –        | 贝尼諾·扎卡尼尼 |
| 1984     | 11,583,767 | 33.0          | 26 / 81 | ▼ 3      | 奇里亞科·德米塔 |
| 1989     | 11,451,053 | 32.9          | 26 / 81 | –        | 阿纳尔多·福拉尼 |